# Lac Wabano
Lac Wabano är en sjö i Kanada.   Den ligger i regionen Mauricie och provinsen Québec, i den sydöstra delen av landet, 270 km nordost om huvudstaden Ottawa. Lac Wabano ligger 432 meter över havet.
I omgivningarna runt Lac Wabano växer i huvudsak blandskog. Trakten runt Lac Wabano är nära nog obefolkad, med mindre än två invånare per kvadratkilometer.